# Andrés Rico
Andrés Rico García, (nacido el 13 de abril de 1997 en Madrid) es un jugador de baloncesto español, que juega en la posición de base. Jugó una temporada en la Liga ACB con el Gipuzkoa Basket Club.

## Trayectoria deportiva
Rico se formó en las categorías inferiores del Distrito Olímpico y en el año 2010 fichó por las categorías inferiores del Real Madrid, en las que jugó durante cinco temporadas.
En 2015 debutó en la Liga ACB con el Gipuzkoa Basket Club. En 2017 fichó por el Valencia Basket, equipo con el que no llegó a debutar debido a un osteocondroma en la tibia de su pierna derecha, del que hubo de ser operado.
El 19 de julio de 2018 anunció su retirada del baloncesto profesional a causa de su lesión. Desde entonces ha seguido jugando como aficionado en la Liga EBA.